# White River (Wabash River)
Der White River (engl. für „weißer Fluss“; oberhalb der Einmündung des East Fork White River als West Fork White River bezeichnet) ist ein linker Nebenfluss des Wabash im US-Bundesstaat Indiana. Er hat eine Länge von 583 km. Sein Einzugsgebiet umfasst ein Areal von 29.381 km². Etwa die Hälfte davon entfällt auf den East Fork White River. Der mittlere Abfluss am Pegel Hazleton etwa 30 km oberhalb der Mündung beträgt 434 m³/s. 

## Verlauf
Der White River entspringt im Randolph County. Er fließt anfangs in westlicher Richtung durch die Städte Winchester, Muncie und Anderson. Bei Noblesville wendet er sich nach Südwesten und später nach Süden. Er durchfließt die Großstadt Indianapolis. Er nimmt von rechts den Eel River auf. Im Unterlauf trifft der East Fork White River, der wichtigste Nebenfluss, von links auf den White River. Anschließend, auf den letzten 80 Kilometern, strömt der White River nach Südwesten und mündet bei Mount Carmel in den Wabash River.

## Natur und Umwelt
Das Flusssystem ist durch den extensiven Einsatz von Pestiziden im Einzugsgebiet sowie durch ungeklärte Einleitungen mit Nitraten und Nährstoffen belastet.